# Brittany Ferries
La BAI Bretagne Angleterre Irlande, meglio nota come Brittany Ferries, è una compagnia di navigazione francese, attiva nel trasporto di merci e passeggeri, principalmente nel canale della Manica. 
Fondata nel 1973 da Alexis Gourvennec, essa gestisce una flotta di traghetti e cruise ferry tra la Francia, il Regno Unito, l'Irlanda e la Spagna.

## Storia

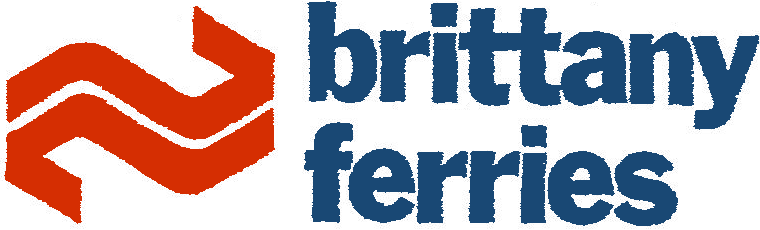
Logo Brittany Ferries fino al 1984

BAI (Bretagne Angleterre Irlande) SA è stata fondata da Alexis Gourvennec. Lavorando con altri agricoltori bretoni, Gourvennec ha fatto pressioni per migliorare le infrastrutture della Bretagna, comprese strade migliori, rete telefonica, istruzione e accesso al porto. Nel 1972 si era assicurato con successo finanziamenti e lavori per sviluppare un porto in acque profonde a Roscoff . Gourvennec non desiderava gestire un servizio di traghetti, ma gli operatori esistenti mostravano poco interesse per l'opportunità.
La compagnia iniziò a navigare il 2 gennaio 1973 tra Roscoff in Bretagna e Plymouth nel sud-ovest dell'Inghilterra, utilizzando il traghetto merci Kerisnel, un'ex nave cisterna israeliana. L'obiettivo primario dell'azienda in quel momento era quello di sfruttare le opportunità offerte dall'ingresso del Regno Unito nel Mercato Comune Europeo, precursore dell'Unione Europea, per esportare direttamente nei mercati del Regno Unito.
Nel 1974, la Kerisnel venne sostituita dalla Penn-Ar-Bed, che trasportava sia passeggeri che veicoli, e la compagnia BAI adottò il nome Brittany Ferries.
Alla fine del 2009, la nuova rotta di sole merci Poole - Santander è stata considerata un successo e la frequenza è stata raddoppiata: ora ci sarebbero due servizi a settimana operati da Cotentin. Nel novembre 2009, l'Armorique è stata messa fuori servizio per il resto della stagione invernale. Importanti cambiamenti sono stati annunciati nel dicembre 2009. La Barfleur è stato ritirato dal servizio alla fine di gennaio 2010 dopo quasi 18 anni di servizio sulla rotta Poole – Cherbourg . Il servizio è stato temporaneamente servito dall'Armorique, che è tornata in servizio prima del previsto. Il servizio Poole – Santander è tornato a una partenza a settimana con la Cotentin che copre il trasporto merci sul servizio Poole – Cherbourg in assenza di della Barfleur . La Condor Vitesse ha continuato a effettuare un giro di navigazione al giorno nei mesi estivi tra i due porti. La Cap Finistère correva tra Portsmouth e Santander due volte a settimana e faceva anche tre viaggi di andata e ritorno a settimana tra Portsmouth e Cherbourg. Nel settembre 2010, Brittany Ferries ha annunciato l'intenzione di servire la rotta Portsmouth – Bilbao recentemente abbandonata da P&O Ferries. Il percorso è iniziato il 27 marzo 2011.
Il 21 settembre 2012, Brittany Ferries ha annullato le partenze a tempo indeterminato dopo due giorni di scioperi causati da dei membri dell'equipaggio scontenti dei cambiamenti nei termini e nelle condizioni di lavoro. Si sono svolti incontri tra la direzione ei sindacati per negoziare le proposte della direzione. Il 30 settembre i membri del sindacato hanno votato per decidere se le proposte della direzione sarebbero state accettate. I membri dell'equipaggio hanno accettato la proposta ei servizi sono ripresi il 2 ottobre dopo 12 giorni senza servizi. Durante questo periodo, Brittany Ferries ha stipulato accordi speciali con P&O Ferries e MyFerryLink per accettare i biglietti sulla rotta Dover–Calais. I biglietti non utilizzati sono stati rimborsati. I servizi non sono stati interessati sulla rotta Poole-Cherbourg che era gestita da Condor Ferries.
Nel 2018, Brittany Ferries ha iniziato il servizio tra Cork, Irlanda e Santander. Questo è stato cancellato ed effettivamente sostituito nel febbraio 2020 dal servizio Rosslare – Bilbao che opera due volte alla settimana. Viene offerto anche un servizio stagionale tra Rosslare e Roscoff.
Dalla fine di marzo 2020, a causa della pandemia di COVID-19 in corso, Brittany Ferries è stata costretta a cancellare tutte le partenze dei passeggeri fino al 15 maggio 2020 dopo che il governo britannico aveva emesso un blocco contro tutti i viaggi. Inizialmente offrivano buoni di rimborso validi per due anni per i clienti interessati. Molti clienti non erano soddisfatti dei buoni e avevano richiesto un rimborso. Brittany Ferries aveva iniziato a emettere rimborsi nell'ultima settimana di aprile per i clienti che lo desideravano. I clienti avevano diritto a un rimborso ai sensi del regolamento UE 1177/2010.

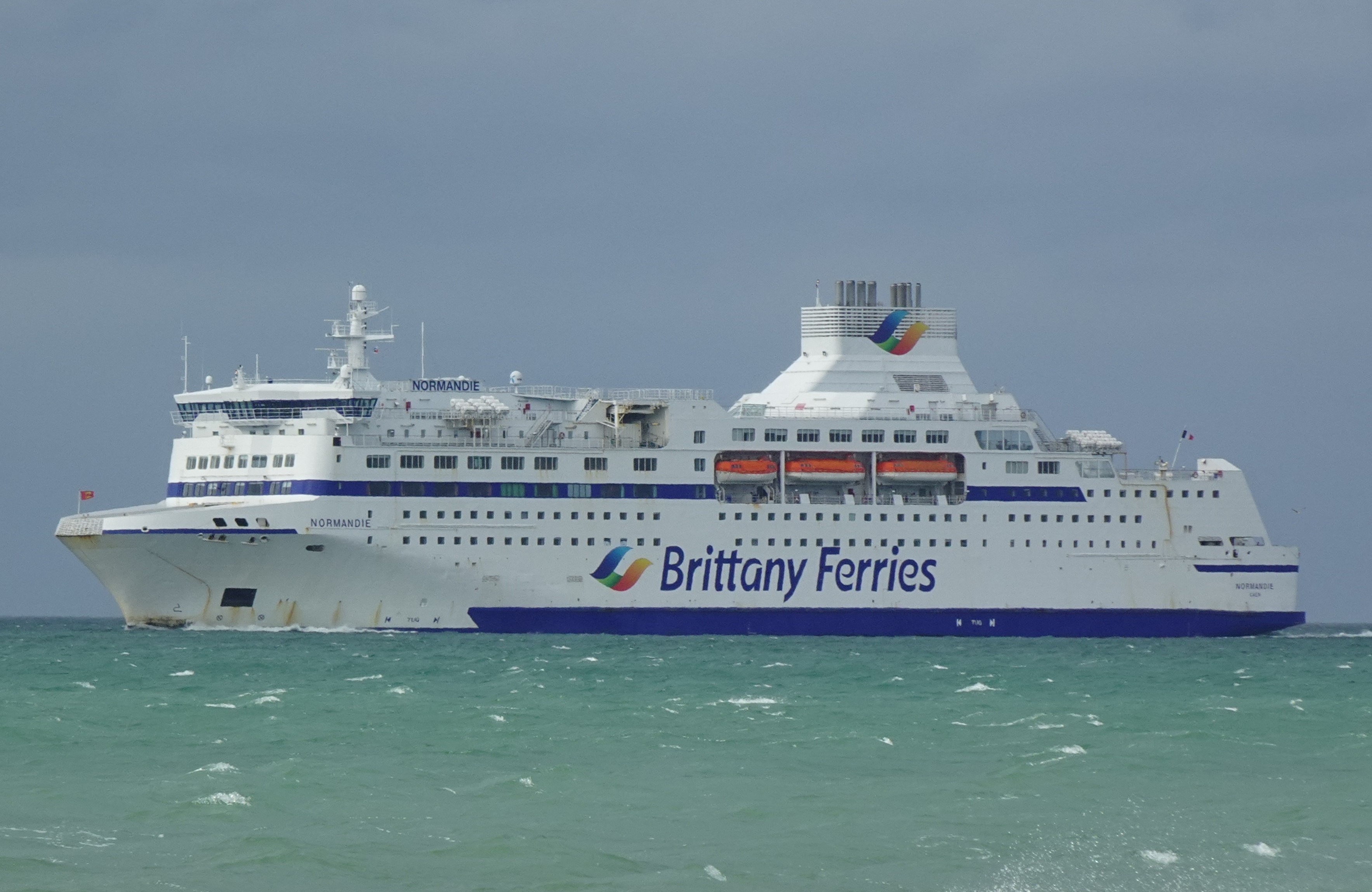
Normandie al largo di Ouistreham

Il 23 luglio 2020, Brittany Ferries ha annunciato il lancio di un nuovissimo servizio Rosslare – Cherbourg.
Il 19 agosto 2020, a seguito della crisi Covid-19 in corso, la compagnia ha confermato la riduzione dei servizi di traghetto da fine agosto e il disarmo di diverse navi, a cominciare da Armorique e Bretagne. Ulteriori cambiamenti di programma erano probabili nei prossimi mesi, come ha confermato la nel marzo 2021. Ha inoltre confermato l'avvio di un piano quinquennale di risanamento a seguito della perdita di oltre la metà dei suoi ricavi, conseguenza delle restrizioni al traffico passeggeri in tutti i mercati in cui opera.
Il 20 luglio 2021, Brittany Ferries ha annunciato in una conferenza stampa a Parigi di essersi assicurata un noleggio con Stena RoRo per altri due traghetti E-Flexer. Le nuove navi dovrebbero sostituire la Normandie sulla rotta Portsmouth – Caen e la Bretagne sulla rotta Portsmouth – Saint-Malo. Il noleggio dovrebbe durare dieci anni con l'opzione di acquisto dopo quattro  anni.
Il 3 novembre 2024 volge al termine il servizio della Bretagne per Brittany Ferries e quattro giorni dopo viene annunciata la vendita della Normandie a La Méridionale.
A marzo 2025 viene annunciata la cessione del Bretagne a Baleària, la quale lo ribattezza Rosalind Franklin.
La mattina del 18 aprile 2025 il Normadie completa la sua ultima traversata tra Portsmouth e Ouistreham, venendo sostituito dal nuovo Guillaume de Normandie.

## Flotta

### Flotta attuale
| Tipo            | Nave                   | Stato       | Rotta                          | Anno di costruzione | Entrata in servizio | Stazza lorda (t.s.l.) | Lunghezza (m) | Larghezza (m) | Velocità (in nodi) | Porto di registrazione | Note              |
| --------------- | ---------------------- | ----------- | ------------------------------ | ------------------- | ------------------- | --------------------- | ------------- | ------------- | ------------------ | ---------------------- | ----------------- |
| Ro-Pax          | Guillaume de Normandie | In servizio | Portsmouth-Ouistreham          | 2025                | 2025                | 36.965                | 194,70        | 27,80         | 23                 | Morlaix                |                   |
| Ro-Pax          | Saint-Malo             | In servizio | Saint-Malo-Portsmouth          | 2024                | 2024                | 36.965                | 194,70        | 27,80         | 23                 | Morlaix                |                   |
| Cruise ferry    | Armorique              | In servizio | Saint-Malo-Portsmouth          | 2009                | 2009                | 29468                 | 168,3         | 26,8          | 25                 | Morlaix                |                   |
| Cruise ferry    | Barfleur               | In servizio | Poole-Cherbourg                | 1992                | 1992                | 20133                 | 158,7         | 23,3          | 19,5               | Cherbourg              |                   |
| Cruise ferry    | Galicia                | In servizio | Santander-Portsmouth-Bilbao    | 2020                | 2020                | 41671                 | 214,5         | 27,8          | 22                 | Morlaix                |                   |
| Cruise ferry    | Mont St Michel         | In servizio | Portsmouth-Ouistreham          | 2002                | 2002                | 35586                 | 173,95        | 28,5          | 22                 | Caen                   |                   |
| Cruise ferry    | Pont-Aven              | In servizio | Roscoff-Cork                   | 2004                | 2004                | 40859                 | 184,3         | 31            | 27                 | Morlaix                |                   |
| Cruise ferry    | Salamanca              | In servizio | Bilbao-Rosslare                | 2021                | 2022                | 41863                 | 214,5         | 27,8          | 22                 | Morlaix                |                   |
| Cruise ferry    | Santoña                | In servizio | Santander-Portsmouth-Cherbourg | 2022                | 2023                | 41863                 | 214,5         | 27,8          | 22                 | Morlaix                |                   |
| Traghetto merci | Cotentin               | In servizio | Rosslare-Cherbourg             | 2007                | 2007                | 22252                 | 167           | 26,8          | 23                 | Cherbourg              |                   |
| Nave da carico  | MN Pelican             | In servizio | Poole-Bilbao                   | 1999                | 2016                | 12076                 | 155,5         | 22,7          | 20                 | Marsiglia              | In noleggio da MN |
| Ro-Ro           | Islander               | In servizio | Saint-Malo-Guernsey-Portsmouth | 2005                | 2025                | 13906                 | 124,90        | 23,90         | 18,5               | Nassau                 |                   |

### Flotta del passato
| Nave              | Anno di costruzione | Anni di servizio | Stazza (t.s.l.) | Note                                                                   |
| ----------------- | ------------------- | ---------------- | --------------- | ---------------------------------------------------------------------- |
| Kerisnel          | 1972                | 1972             | 1.983           | Demolita in seguito all'affondamento                                   |
| Bénodet           | 1970                | 1983-1985        | 4.317           | Demolita in Turchia nel 2021                                           |
| Goelo             | 1967                | 1980-1982        | 5.149           | Demolita in Turchia nel 2001                                           |
| Penn-Ar-Bed       | 1974                | 1974             | 6.399           | Demolita in India nel 2004                                             |
| Armorique         | 1972                | 1976-1993        | 8.181           | Affondata nel mar di Giava nel 2011                                    |
| Cornouailles      | 1977                | 1977             | 6.918           | Demolita in Turchia nel 2013                                           |
| Reine Mathilde    | 1970                | 1978-1992        | 7.747           | Demolita in India nel 2005                                             |
| Breizh Izel       | 1970                | 1980             | 6.576           | Demolita ad Aliağa nel 2014 come Ches M                                |
| Tregastel         | 1971                | 1985             | 8.696           | Venduto a Baaboud Shipping come Noor. Venduta per demolizione nel 2022 |
| Coutances         | 1970                | 1985-2008        | 6.507           | Affondata a Puerto La Cruz nel 2018                                    |
| Purbeck           | 1978                | 1985             | 6.507           | Affondata a Puerto La Cruz nel 2018                                    |
| Quiberon          | 1975                | 1982-2002        | 11.813          | Demolito ad Alang nel 2010 come Abundo                                 |
| Duc de Normandie  | 1978                | 1986-2005        | 13.505          | Demolita ad Aliağa nel 2021 come Damla                                 |
| Duchesse Anne     | 1979                | 1988-1996        | 9.795           | Attuale Akdeniz per Insani Yardim Vakfi                                |
| Val de Loire      | 1986                | 1993-2006        | 31.564          | In servizio dal 2006 per DFDS come King Seaways                        |
| Pont L'Abbe       | 1976                | 2006-2009        | 17.564          | Attuale Santa Cruz per Aures Sarl                                      |
| Baie de Seine     | 2001                | 2015-2020        | 22.382          | Tornato a DFDS nel marzo 2020 come Sirena Seaways                      |
| Kerry             | 2001                | 2019-2020        | 24.418          | Tornato a Stena Line nel novembre 2020                                 |
| Etretat           | 2008                | 2014-2021        | 26.904          | Attuale Livia per StraitNZ Bluebridge                                  |
| Normandie Express | 2000                | 2005-2021        | 6.581           | Noleggiata a Condor Ferries nel maggio 2021 come Condor Voyager        |
| Cap Finistère     | 2001                | 2010-2022        | 32.728          | Attuale GNV Spirit per GNV                                             |
| Connemara         | 2007                | 2018-2022        | 27.414          | Attuale Connemara per StraitNZ Bluebridge                              |
| Bretagne          | 1989                | 1989-2025        | 25.015          | Attuale Rosalind Franklin per Baleària                                 |
| Normandie         | 1992                | 1992-2025        | 27.541          | Attuale Massalia per La Méridionale                                    |

## Rotte
| Itinerario              | Nave                       |
| ----------------------- | -------------------------- |
| Portsmouth ↔ Caen       | Mont St Michel e Normandie |
| Portsmouth ↔ Le Havre   | Cotentin                   |
| Portsmouth ↔ Cherbourg  | Galicia e Santoña          |
| Portsmouth ↔ Saint-Malo | Armorique e Pont-Aven      |
| Portsmouth ↔ Santander  | Santoña                    |
| Portsmouth ↔ Bilbao     | Galicia                    |
| Poole ↔ Cherbourg       | Barfleur                   |
| Poole ↔ Bilbao          | Pelican                    |
| Plymouth ↔ Roscoff      | Armorique e Pont-Aven      |
| Plymouth ↔ Santander    | Pont-Aven                  |
| Cork ↔ Roscoff          | Pont-Aven e Armorique      |
| Rosslare ↔ Cherbourg    | Salamanca                  |
| Rosslare ↔ Le Havre     | Cotentin                   |
| Rosslare ↔ Bilbao       | Salamanca                  |